# Guerra Georgiano-Armênia
A Guerra georgiano-armênia foi uma guerra fronteiriça travada em dezembro de 1918 entre a recém-independente República Democrática da Geórgia e a República Democrática da Armênia, sobre as partes das províncias então contestadas de Lorri, Javaquécia, Acalcalaqui e o distrito de Borchalo, que eram territórios historicamente georgianos, mas foram amplamente povoados por armênios no século XIX.
Em março de 1918, a Rússia assinou o Tratado de Brest-Litovsk e, ao fazê-lo, concordou em retornar ao território do Império Otomano conquistado durante a Guerra Russo-Turca de 1877-78. Esses territórios, entretanto, não estavam mais sob o controle funcional do governo central russo; em vez disso, eles estavam sendo administrados coletivamente pelos georgianos, armênios e azerbaijanos por meio do Sejem da Transcaucásia. A Conferência de Paz de Trebizonda teve como objetivo resolver a disputa, mas quando a conferência falhou em produzir uma resolução, os otomanos iniciaram uma campanha militar para controlar os territórios disputados. Sob ataque persistente, o coletivo da Transcaucásia acabou dissolvendo-se, com os georgianos, armênios e azerbaijanos declarando-se Estados-nação independentes em rápida sucessão no final de maio de 1918. Em 4 de junho, o Império Otomano assinou o Tratado de Batum com cada um dos três estados da Transcaucásia, que pôs fim ao conflito e concedeu a metade sul da província de Lorri - etnicamente armênia - e o distrito de Acalcalaqui para os otomanos. Contra a vontade da Armênia, a Geórgia, apoiada por oficiais alemães, tomou posse do norte de Lorri e estabeleceu postos militares ao longo do rio Zoraguete.
Quando os otomanos assinaram o Armistício de Mudros em outubro, eles foram posteriormente obrigados a se retirar da região. A Armênia rapidamente assumiu o controle do território anteriormente controlado pelos otomanos, e escaramuças entre a Armênia e a Geórgia surgiram a partir de 18 de outubro. A guerra aberta começou no início de dezembro, depois que os esforços diplomáticos não conseguiram resolver a questão da fronteira disputada, e continuou até 31 de dezembro, quando um cessar-fogo mediado por britânicos e franceses foi assinado, deixando o território disputado sob administração conjunta da Geórgia e da Armênia, que durou até o estabelecimento do domínio soviético na Arménia em 1920.